# Noregs vaapen
Noregs vaapen è il quinto album in studio del gruppo musicale norvegese Taake, pubblicato nel 2011 dalla Svartekunst Produksjoner.

## Tracce
Testi e musiche di Hoest.
1. Fra Vadested til Vaandesmed – 6:47
2. Orkan – 6:17
3. Nordbundet – 5:25
4. Du ville ville Vestland – 6:51
5. Myr – 5:35
6. Helvetesmakt – 5:37
7. Dei vil alltid klaga og kyta – 10:16

Durata totale: 46:48

## Formazione
- Hoest - voce e tutti gli strumenti

### Altri musicisti
- Nocturno Culto - voce (traccia 1)
- Attila Csihar - voce (traccia 3 e traccia bonus su LP)
- Lava - chitarra (traccia 3)
- Demonaz Doom Occulta - voce (traccia 4)
- V'gandr - voce (traccia 4), basso (traccia bonus su LP)
- Ivar Bjørnson - chitarra (traccia bonus su LP)
- Bjørnar Nilsen - mellotron (tracce 1 e 5), voce (traccia 6)
- Aindiachaí - chitarra (traccia 4 e traccia bonus su LP)
- Gjermund Fredheim - chitarra (tracce 4, 5 e 7), banjo (traccia 5), mandolino (traccia 6)
- Thurzur - batteria (traccia bonus su LP), chitarra (traccia 7)
- Skagg - voce (traccia 5)